# Primul Război al Opiului

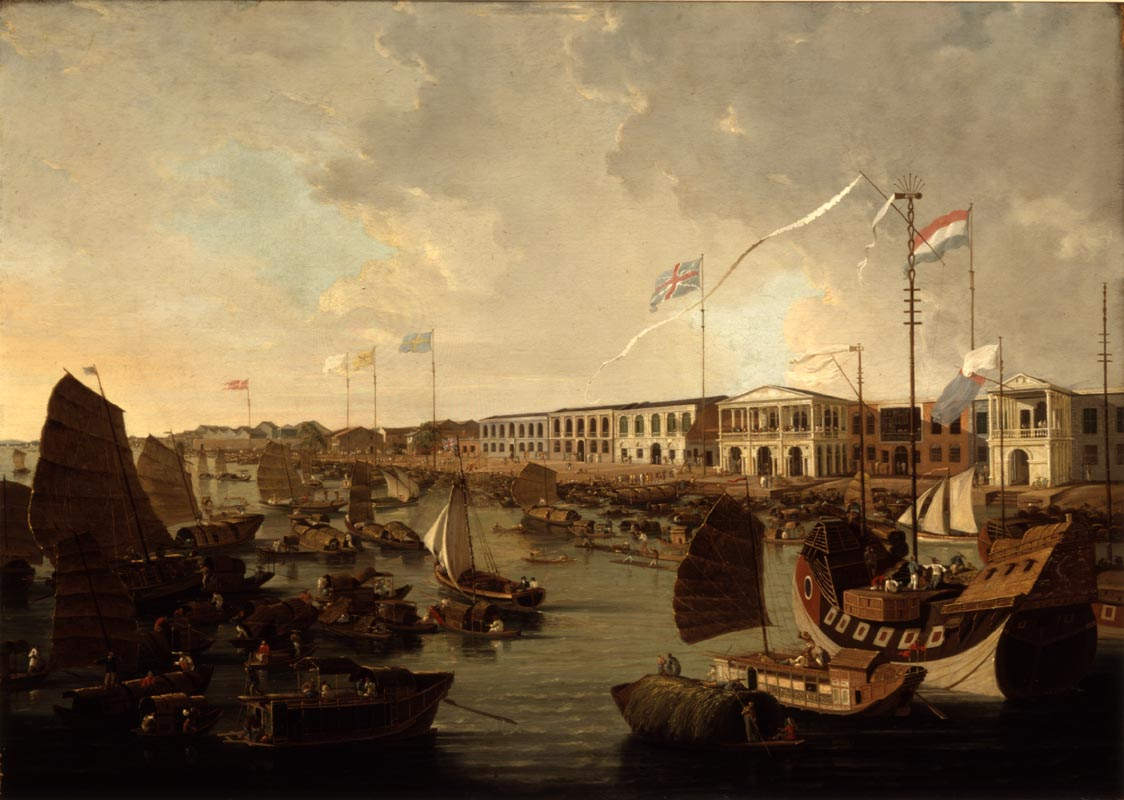
Fabrici europene în Canton

Primul Război Anglo-Chinez (1839–42), cunoscut sub denumirea de Primul Război al Opiului, s-a dat între Regatul Unit al Marii Britanii și al Irlandei și Dinastia Qing din China, cu scopul de a obține beneficii economice în urma comerțului în China. În 1842, tratatul de la Nanking—primul din seria celor denumite de chinezi tratatele inegale—a acordat Regatului Unit compensații, deschiderea a cinci porturi și cedarea Insulei Hong Kong de către China, punând capăt monopolului asupra comerțului în Sistemul Cantonez. Războiul a marcat sfârșitul izolării Chinei și începutul istoriei chineze moderne.
Eșecul tratatului de a satisface obiectivele britanice, de îmbunătățire a relațiilor comerciale și diplomatice, a dus la Al Doilea Război al Opiului (1856-1860)

## Context
De-a lungul secolului al XIX-lea, comerțul cu mărfuri din China a fost extrem de profitabil pentru negustorii europeni și chinezi. Din cauza restricțiilor comerciale impuse de Dinastia Qing, care a permis comerțul maritim doar în Canton (Guangzhou) și l-a supus monopolului imperial, comerțul cu bunuri de larg consum de valoare mică vândute de britanici a devenit nerentabil.
În schimb, comerțul sino-britanic a ajuns să fie dominat de obiecte de lux de mare valoare, cum ar fi ceaiul (vândut de China către Regatul Unit) și argintul (vândut de britanici chinezilor), într-atât încât metalele care susțineau monedele europene au ajuns larg folosite în China. Britanicii foloseau standardul aur din secolul al XVIII-lea, deci trebuia să cumpere argint din Europa continentală și din Mexic pentru a acoperi cererea chineză de argint, proces costisitor înainte de demonetizarea argintului de către Germania în anii 1870. În căutarea altor posibile mărfuri care să echilibreze balanța comercială cu China și care să frâneze fluxul de argint dinspre Imperiul Britanic spre China, britanicii s-au hotărât să recurgă la opiu. Opiul ca ingredient medicinal era atestat documentar încă din vremea dinastiei Ming dar utilizarea sa ca drog recreațional era limitată și existau legi de împiedicare a abuzului. Odată cu cantitățile masive introduse de britanici în scopul echilibrării comerțului, drogul a devenit larg răspândit. Vânzările de opiu în mari cantități de către britanici începuseră în 1781 și între 1821 și 1837 vânzările au crescut de cinci ori. Drogul era produs în regiunile tradițional cultivatoare de bumbac, India sub monopolul guvernului britanic (Bengal) și în statele princiare (Malwa) și se vindea în China cu condiția de a fi livrat de negustori britanici. Guvernul Qing a ignorat problema până când abuzul de drog a ajuns larg răspândit în societatea chineză.
Alarmat de inversarea fluxului argintului și de răspândirea dependenței de opiu (2 milioane de chinezi erau consumatori regulați), guvernul Qing a încercat să pună capăt comerțului cu opiu, dar eforturile sale au fost complicate de corupția oficialilor locali (inclusiv a viceregelui Cantonului). Într-un incident izolat, în 1818, vasul Laurel a dus la Sydney vestea că un vas american plin cu opiu și cu bani fusese atacat de pirați chinezi. Echipajul vasului american fusese ucis, cu excepția secundului care a scăpat și a identificat apoi pirații în fața autorităților. În 1839, împăratul Daoguang l-a numit pe Lin Zexu guvernator al Cantonului cu scopul reducerii și eliminării comerțului cu opiu. La sosirea sa, Lin Zexu a interzis comerțul cu opiu, și a cerut ca tot opiul să fie predat autorităților chineze și ca toți negustorii străini să semneze un act prin care se angajau să nu comercializeze opiu sub sancțiunea pedepsei cu moartea.
El le-a forțat mâna britanicilor închizând canalul de acces spre, ținându-i practic ostatici pe negustorii britanici. Superintendentul-șef britanic al comerțului în China, Charles Elliot, i-a convins pe negustorii britanici să accepte predarea stocului de opiu sub promisiunea despăgubirii lor de către guvernul britanic. Această promisiune, precum și incapacitatea guvernului britanic de a plăti despăgubirile fără a declanșa un scandal politic, a reprezentat o importantă cauză pentru ofensiva britanică ce a urmat). În total, 20.000 de lăzi (fiecare cu circa 55 kg) au fost predate și distruse începând cu 3 iunie 1839. În urma colectării și distrugerii opiului, Lin Zexu a scris un „memoriu” (折奏/摺奏) reginei Victoria într-o încercare de a opri traficul cu opiu, acuzând că acesta „otrăvise” mii de civili chinezi (memoriul nu a ajuns la regină).

## Incidentul de la Kowloon (iulie 1839)
După confiscarea stocurilor, atmosfera s-a tensionat progresiv și la sfârșitul lui iunie, paza de coastă chineză din l-a arestat pe comodorul vasului Carnatic, un clipper britanic. Duminică, 7 iulie 1839, un grup mare de marinari britanici și americani, inclusiv membri ai echipajului de pe Carnatic, se afla pe mal în portul Kowloon, punct de aprovizionare, și au găsit un stoc de samshu, o băutură pe bază de orez, în satul Chien-sha-tsui (Tsimshatsui). În agitația ce a urmat, marinarii au vandalizat un templu și au ucis un om pe nume Lin Weixi. Întrucât China nu avea un sistem judecătoresc cu jurați sau cu reguli privind probele și mărturiile (magistratul era și acuzator, și judecător, și juriu, și călău), guvernul britanic și comunitatea britanică din China au cerut "extrateritorialitate", ceea ce însemna ca supușii britanici să fie judecați doar de judecători britanici. Când autoritățile Qing au cerut ca persoanele învinuite să fie predate pentru judecare, britanicii au refuzat. Șase marinari au fost judecați de autoritățile britanice din Canton (Guangzhou), dar au fost eliberați imediat ce au ajuns în Anglia. Autoritatea lui Charles Elliota fost contestată; guvernul britanic a susținut apoi că fără autoritatea guvernului Qing, el nu avea dreptul de a judeca pe nimeni, deși conform legii britanice care i-a dat autoritatea asupra negustorilor și marinarilor britanici, „el este numit expres pentru a prezida curțile de justiție, cu jurisdicție maritimă și penală, pentru judecarea faptelor săvârșite de supușii Majestății Sale în numitele dominioane sau pe mări la cel mult o sută de mile distanță de coastele Chinei.”
Autoritățile Qing au insistat și ca negustorilor britanici să li se interzică să practice comerț dacă nu semnează un act prin care se obligă, sub sancțiunea pedepsei capitale, să nu comercializeze opiu, acceptând să respecte legile chinezești, și recunoscând jurisdicția legală a sistemului juridic al dinastiei Qing. Refuzând să predea suspecții sau să accepte aceste acte, Charles Elliot a ordonat comunității britanice să se retragă din Canton și a interzis comerțul cu chinezii. Unii negustori care nu se ocupau cu vânzarea de opiu erau dispuși să semneze actele, slăbind poziția britanicilor.

## Războiul

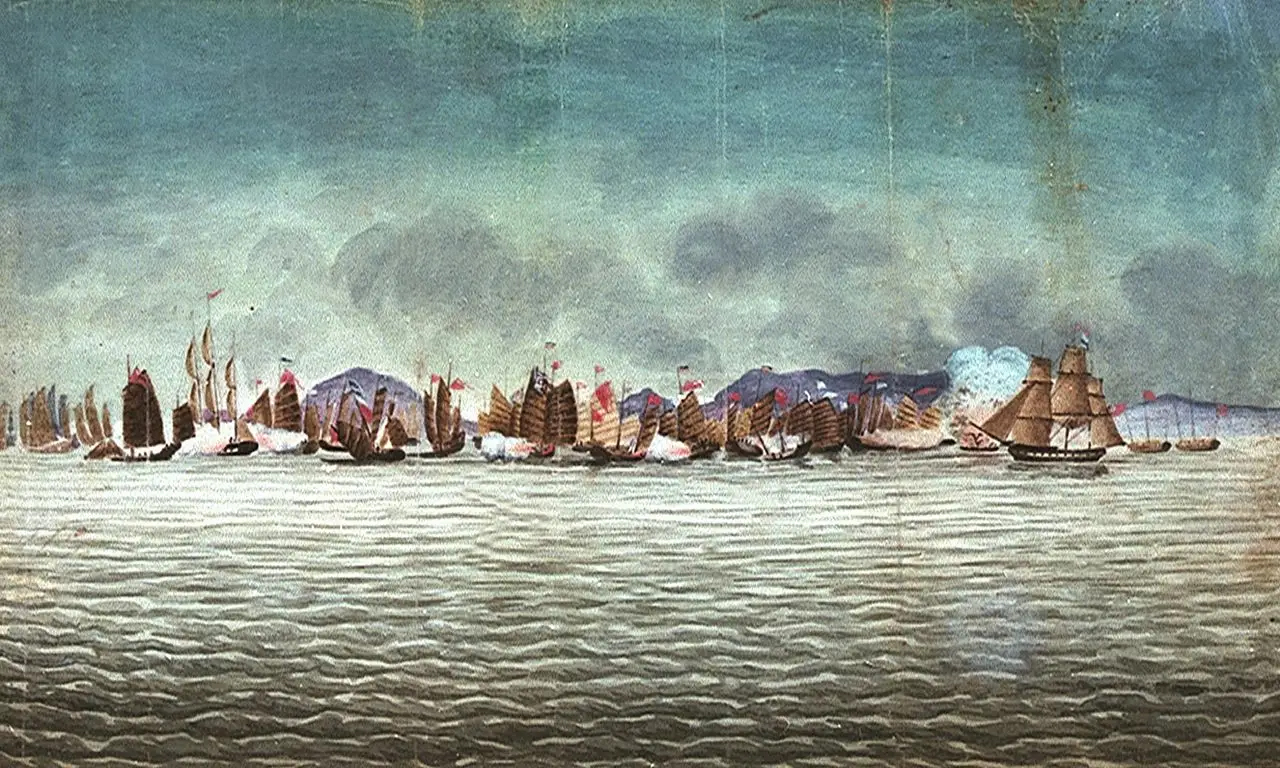
Luptă între vasele britanice și chineze în bătălia de la Chuenpee, 1839

La sfârșitul lui octombrie, vasul Thomas Coutts a sosit în China și s-a îndreptat spre Guangdong. El era în proprietatea Quakerilor care refuzau să comercializeze opiu, iar căpitanul Smith credea că Elliot își depășise autoritatea legală când interzisese total comerțul. Căpitanul a negociat cu governatorul Cantonului și spera ca vasele britanice să poată descărca marfa la Chuenpee, o insulă de lângă Humen. Pentru a împiedica vasele britanice să procedeze ca Thomas Coutts, Elliot a ordonat o blocadă a râului Perlelor. Luptele au început la 3 noiembrie 1839, când un alt vas britanic, Royal Saxon, a încercat să ajungă la Guangdong. Atunci, vasele marinei britanice HMS Volage și HMS Hyacinth au tras salve de avertisment către Royal Saxon. Conform raportului marinei chineze, aceasta a venit în ajutorul vasului comercial. Elliot a raportat că marina regală a acționat pentru a-și proteja cele 29 de vase din Chuenpee de bateriile chineze. Elliot știa că chinezii vor respinge orice contact cu britanicii și că vor ataca, astfel că a ordonat tuturor vaselor să părăsească Chuenpee și să se îndrepte spre Tung Lo Wan, la 30 km de Macau, dar negustorilor le-a convenit mai mult să rămână în Hong Kong. În 1840, Elliot a cerut guvernatorului portughez din Macau să permită descărcarea și încărcarea de marfă de pe vasele britanice în Macau în schimbul plății locației și eventual a altor taxe portuare. Guvernatorul a refuzat, de teama că guvernul Qing va întrerupe aprovizionarea portului Macau cu hrană și alte bunuri necesare. La 14 ianuarie 1840, împăratul Qing a cerut tuturor străinilor din China să oprească ajutorul material acordat britanicilor.

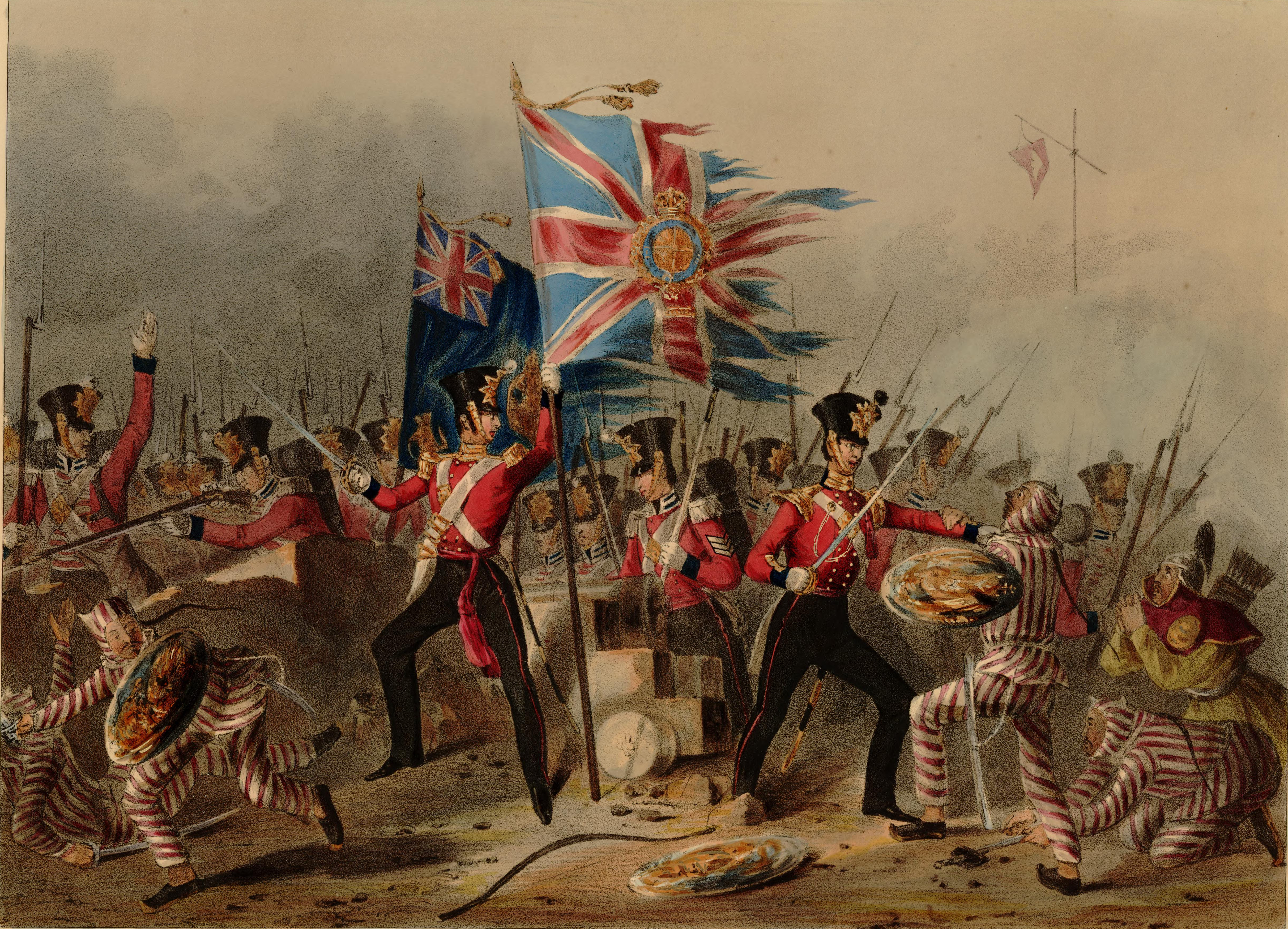
Soldați britanici în bătălia de la Amoy, 1841

Lord Palmerston, ministrul de externe britanic, a inițiat războiul opiului pentru a obține despăgubiri pentru opiul distrus. China a pierdut războiul și a fost obligată să deschidă cinci porturi pentru comerțul exterior și să cedeze britanicilor Hong Kongul.
Războiul a fost denunțat în parlamentul britanic drept nedrept și ilegal de către tânărul William Ewart Gladstone, care a criticat disponibilitatea Lordului Palmerston de a proteja un infam trafic de contrabandă. Publicul și presa din Regat și din Statele Unite și-au exprimat indignarea.

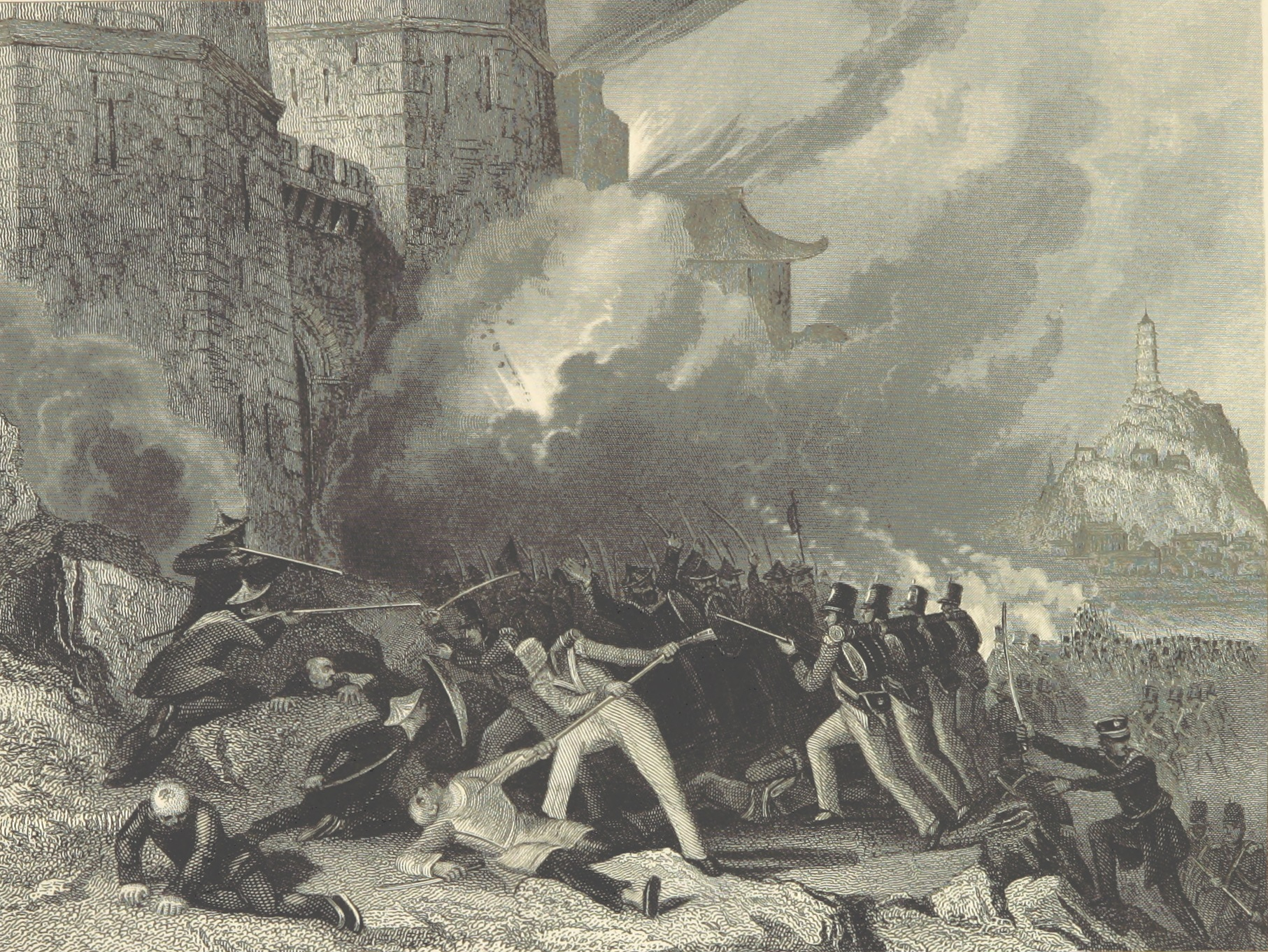
Soldații britanici capture Chinkiang in the last major battle of the war, 21 July 1842

Ca răspuns, guvernul britanic și Compania Britanică a Indiilor de Est s-au hotărât să atace atace Guangdongul. Costul militar urma să fie suportat de guvernul britanic. În iunie 1840, o forță expediționară de 15 vase-cazarmă, 4 vapoare cu tunuri și 25 de vase mici cu un total de 4000 de soldați au ajuns la Guangdong venind din Singapore. Soldații erau conduși de James Bremer. Bremer a cerut guvernului Qing să-i despăgubească pe britanici pentru pierderile suferite din cauza întreruperii comerțului. Respectând ordinele Lordului Palmerston, expediția britanică a instaurat o blocadă asupra gurilor râului Perlelor și s-au îndreptat spre nord să cucerească Chusan.
În anul următor, 1841, britanicii au capturat forturile Bogue care păzeau gura râului Perlelor — râu navigabil care lega Hong Kongul de Canton. Până în ianuarie 1841, forțele britanice cuceriseră zonele înalte din jurul Cantonului și i-au învins pe chinezi la Ningbo și la postul militar Dinghai.
Până la mijlocul lui 1842, britanicii îi învinseseră pe chinezi la gurile celeilalte rute fluviale importante, Yangtze, și ocupaseră Shanghaiul. Războiul a luat sfârșit în august 1842, când China a semnat primul „tratat inegal”, tratatul de la Nanking.